# Darnieulles
Darnieulles – miejscowość i gmina we Francji, w regionie Grand Est, w departamencie Wogezy.
Według danych na rok 1990 gminę zamieszkiwały 1152 osoby, a gęstość zaludnienia wynosiła 114 osób/km² (wśród 2335 gmin Lotaryngii Darnieulles plasuje się na 331. miejscu pod względem liczby ludności, natomiast pod względem powierzchni na miejscu 599.).